# Carlo Cantini (calciatore)
Carlo Cantini (Prato, 3 dicembre 1897 – Pistoia, 7 gennaio 1976) è stato un calciatore italiano, di ruolo attaccante.

## Carriera
Con la Pistoiese disputa 7 gare segnando 3 reti nella stagione 1928-1929 e 2 gare nel successivo campionato di Serie B 1929-1930.